# Habrodesmus kallistus
Habrodesmus kallistus är en mångfotingart som beskrevs av Carl Graf Attems. Habrodesmus kallistus ingår i släktet Habrodesmus och familjen orangeridubbelfotingar. Inga underarter finns listade i Catalogue of Life.